# Wilhelm Schaffner
Wilhelm Schaffner (* 25. Februar 1822 in Heuchelheim bei Frankenthal im Rhein-Pfalz-Kreis; † 27. Januar 1907 in Diez) war ein deutscher Unternehmer und Mitglied des Preußischen Abgeordnetenhauses.

## Leben
Wilhelm Schaffner war der Sohn des Pfarrers Georg Wilhelm Schaffner, besuchte von 1833 bis 1837 das Gymnasium in Frankenthal und absolvierte anschließend eine kaufmännische Ausbildung in Worms. Nach vorübergehender Tätigkeit in Paris kam er 1848 nach Diez und ließ sich dort als Kaufmann nieder. Dort betrieb er eine Seifenfabrik und Kerzenzieherei.
Er engagierte sich in der Politik, war in Diez Stadtverordneter und  stellvertretender Bürgermeister.  Als Mitglied der Nationalliberalen Partei erhielt er 1889 in indirekter Wahl für den Wahlkreis 4 (Unterlahnkreis) ein Mandat für das Preußische Abgeordnetenhaus. Er blieb bis zu seinem Tod in diesem Plenum, wo er 1904 Alterspräsident wurde.
Schaffner war Mitglied des Zentralvorstandes des Gewerbevereins für Nassau und Wiesbaden und in der evangelischen Synode tätig.